# Notarzteinsatzfahrzeug

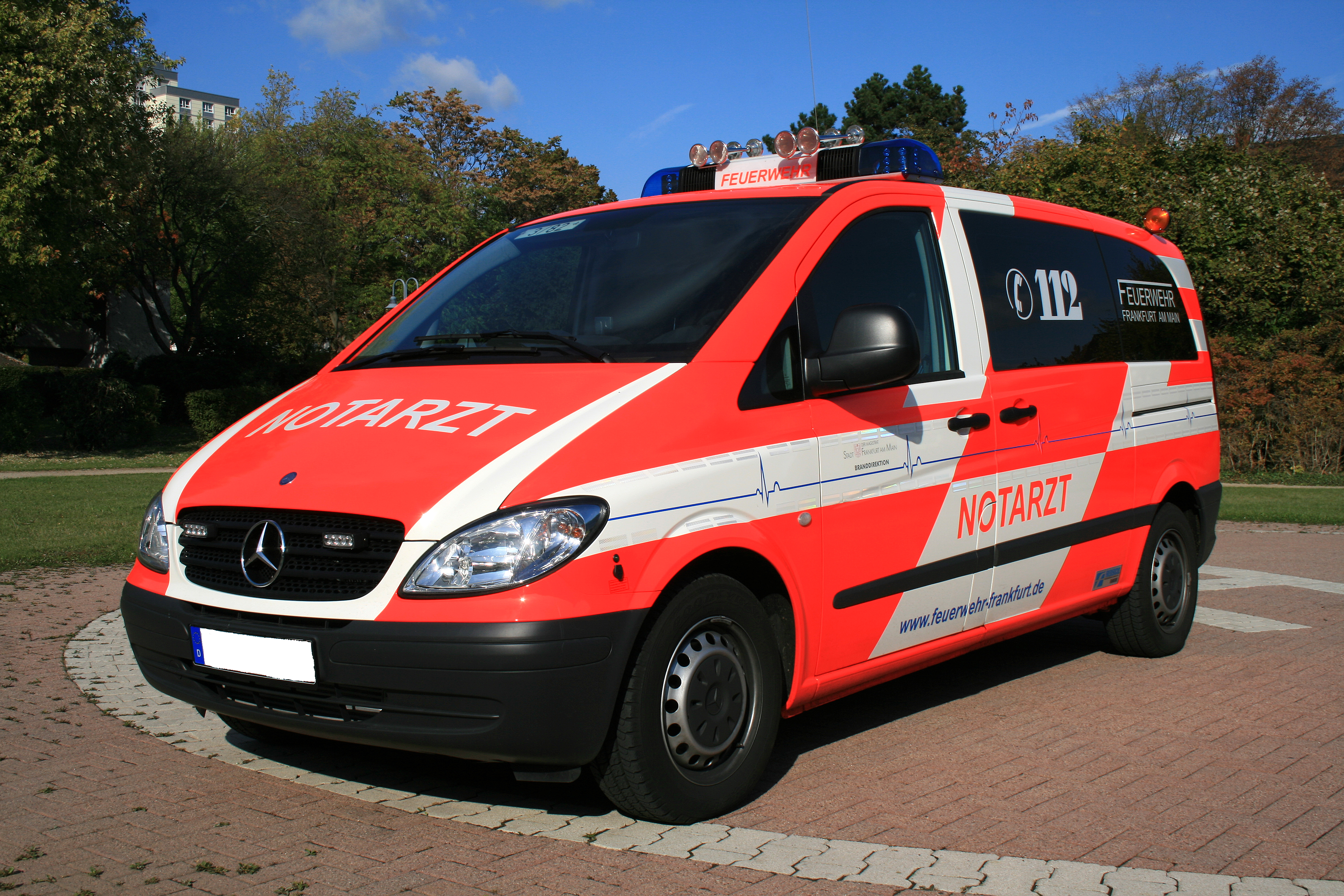
Notarzteinsatzfahrzeug der Berufsfeuerwehr Frankfurt a. M.

Das Notarzteinsatzfahrzeug (NEF) ist ein Fahrzeug des Rettungsdienstes, das den Notarzt zum Einsatzort bringt. Es dient der präklinischen Versorgung von Notfallpatienten, die ärztlicher Hilfeleistung bedürfen.
Das NEF ist als Notarztzubringer mit dem Rettungswagen, der den Patiententransport ermöglicht, Bestandteil des Rendezvous-Systems. Im Gegensatz hierzu steht das Kompaktsystem, bei dem ein Rettungswagen stets mit Notarzt (= Notarztwagen) zum Einsatz kommt.
In vielen Fällen ist es nach der erfolgreichen notärztlichen Versorgung nicht erforderlich, dass der Notarzt den Patienten auch beim Transport ins Krankenhaus begleitet. In diesen Fällen wird der Patient dann an den ebenfalls an der Einsatzstelle befindlichen Rettungswagen (RTW) und dessen Besatzung übergeben, und das NEF-Team ist dadurch bereits wieder einsatzbereit für den nächsten Auftrag der Rettungsleitstelle.
Macht der Zustand des Patienten jedoch die Anwesenheit des Notarztes auch auf dem Weg ins Krankenhaus zwingend nötig, kann dieser jederzeit den Notfallpatienten im Rettungswagen in die Zielklinik begleiten.
Durch das in diesem Fall nur mit dem Fahrer besetzte, das heißt ohne den Notarzt hinterherfahrende, Notarzteinsatzfahrzeug ist selbst dann noch eine weit flexiblere Einsatzmöglichkeit vorhanden. Denn die zuständige Rettungsleitstelle hat die Möglichkeit, den Notarzt darüber zu informieren, wenn ein neuer Einsatz vorliegt. Der Notarzt entscheidet dann jedoch eigenständig, ob er die Transportbegleitung abbricht und den neuen Einsatz übernimmt oder ob er den Patienten aus medizinischen Gründen weiter bis zum Zielkrankenhaus begleiten will.
Diese flexible Disponierbarkeit ist auch der entscheidende Vorteil des Rendezvous-Systems gegenüber dem Kompakt-System. Bei letzterem muss der Patiententransport, falls erforderlich, immer vom NAW durchgeführt werden. Damit ist der Notarzt auch dann noch gebunden, wenn es nicht mehr nötig ist.

## Personal

### Deutschland
Das NEF ist wenigstens durch einen Notarzt besetzt. Häufig steht ihm ein Fahrer zur Seite, bestenfalls mit der Qualifikation als Notfallsanitäter. Die landesrechtlichen Vorschriften regeln das unterschiedlich.
In manchen ländlichen Gebieten verrichtet ein niedergelassener Arzt mit einem „Fachkundenachweis Rettungsdienst“ Notarztdienst. In diesem Fall sind die Ärzte meistens Selbstfahrer. Der Transport des Fahrzeugs ist dann meist ungeklärt. Entweder ein Besatzungsmitglied des Rettungswagens, der Arzt selbst oder ein medizinischer Fachangestellter aus der ärztlichen Praxis fahren dann häufig den Wagen.

## Kosten
Die Kosten für den Einsatz eines NEF in Deutschland variieren von Ort zu Ort. In der Regel werden dafür durch die zuständige Behörde einheitliche Gebühren festgesetzt, in der Regel durch kommunale Krankentransportgebührensatzung im Rahmen des Ortsrechtes.
So werden in der Stadt Ahlen nach der entsprechenden Satzung folgende Gebühren festgesetzt:
- Notarzteinsatzfahrzeug (NEF) 1.369.- €.

### Österreich

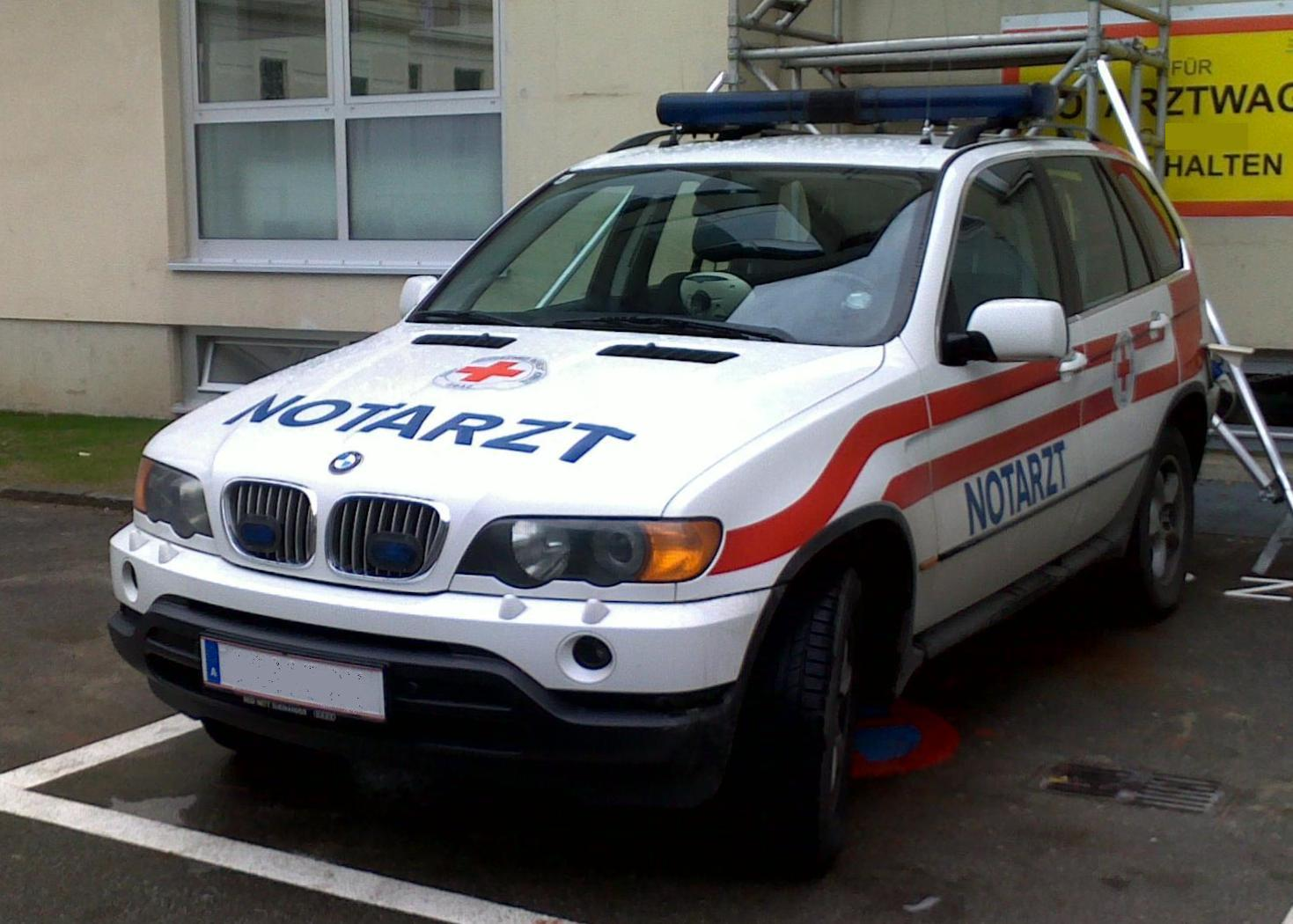
NEF C in Graz, stationiert im Uni-Klinikum Graz

In Österreich sind die NEF Bestandteil des organisierten Rettungsdienstes und daher immer mit einem Notarzt und einem Notfallsanitäter besetzt. In Niederösterreich wurden bis 2015 neben kompletten Notarztwägen (NAW) auch NEF eingesetzt, dabei wurden üblicherweise NAW an den Notarztstützpunkten mit örtlichem Krankenhaus, NEF an Stützpunkten ohne Krankenhaus betrieben. Ab diesem Jahr werden sukzessive alle Notarztstützpunkte auf NEF umgestellt und in diesem Zuge auch die betroffenen RTW aufgerüstet; außerdem werden dabei sämtliche NEF auf einen einheitlichen Standard gebracht.

## Normung und Fahrzeuge
Die Ausstattung eines NEF regelt deutschlandweit die DIN 75079. Neben der Beladung werden dort auch entsprechende Anforderungen an die Fahrzeugtechnik (Beschleunigung, maximale Beladung) gestellt. Eine europaweit einheitliche Normung ist bisher nicht vorgesehen. In Österreich wird die europaweite Norm EN 1789 und EN 1865, die von der ÖNORM übernommen wurde, angewandt.
Als NEF werden oft Pkw in der Kombivariante eingesetzt. Diese sind wendig, schnell und haben eine geringe Durchfahrtshöhe. Aber auch SUVs oder Kleinbusse, deren Vorteil in der besseren Sichtbarkeit im dichten Verkehr und – durch die höhere Sitzposition des Fahrers – in größerer Übersicht liegen, kommen zum Einsatz. SUVs haben zusätzlich – insbesondere gegenüber Kombis – eine bessere Geländegängigkeit, z. B. auf Waldwegen. Bei der Berliner Feuerwehr und der Feuerwehr Hamburg kommen auch Mercedes-Benz Sprinter als NEF zum Einsatz, die eine höhere Zuladung und auch den zusätzlichen Einsatz von Rettungsassistenten und Notärzten zu Ausbildungszwecken ermöglichen.

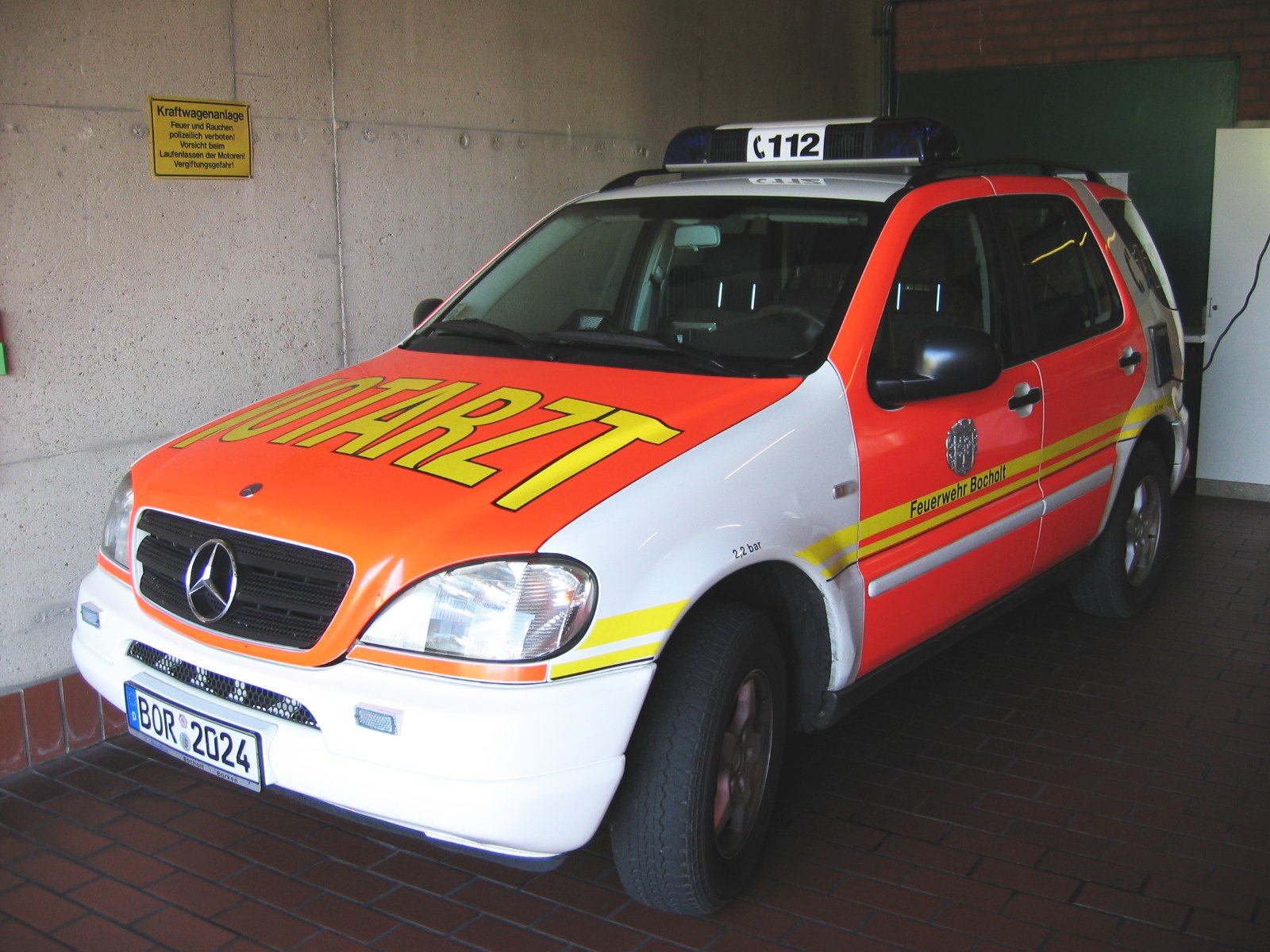
SUV
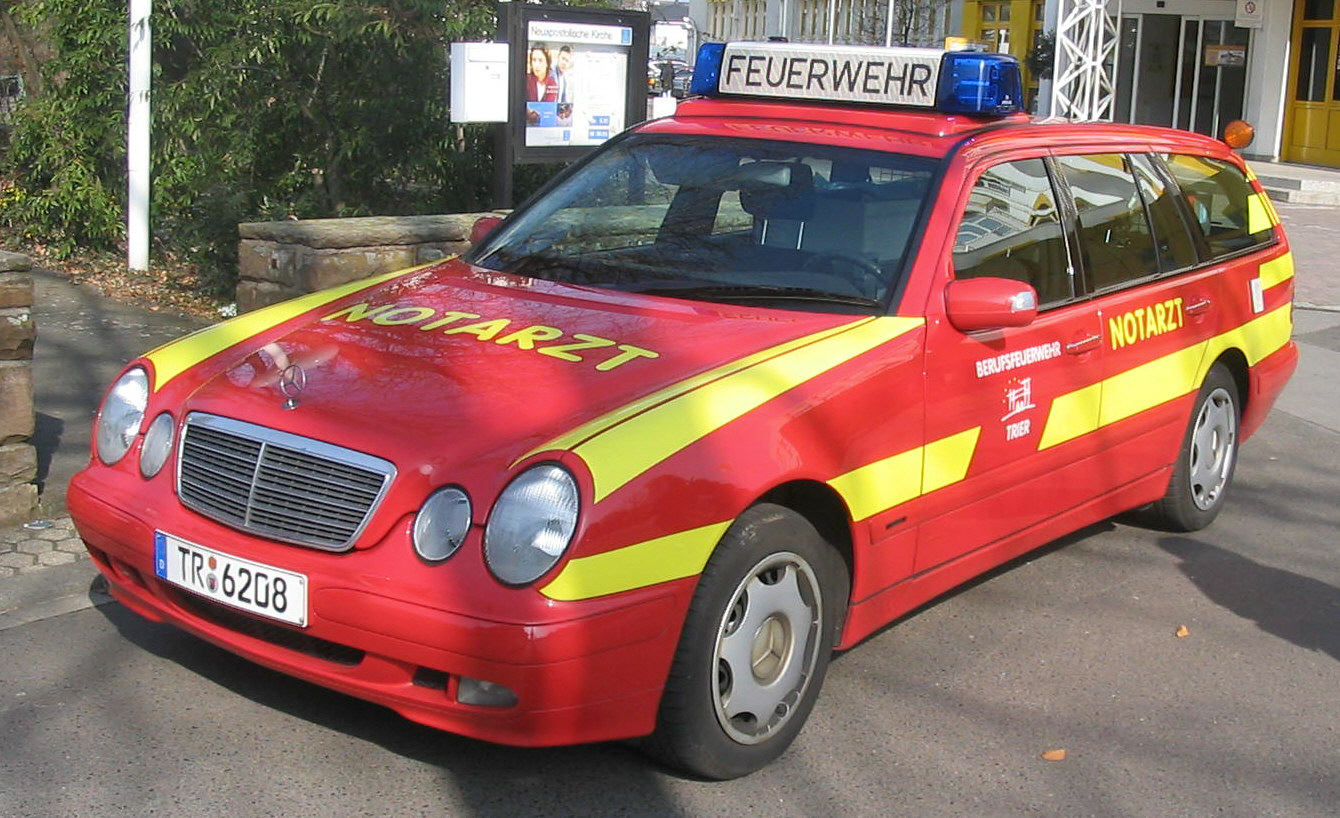
Kombi
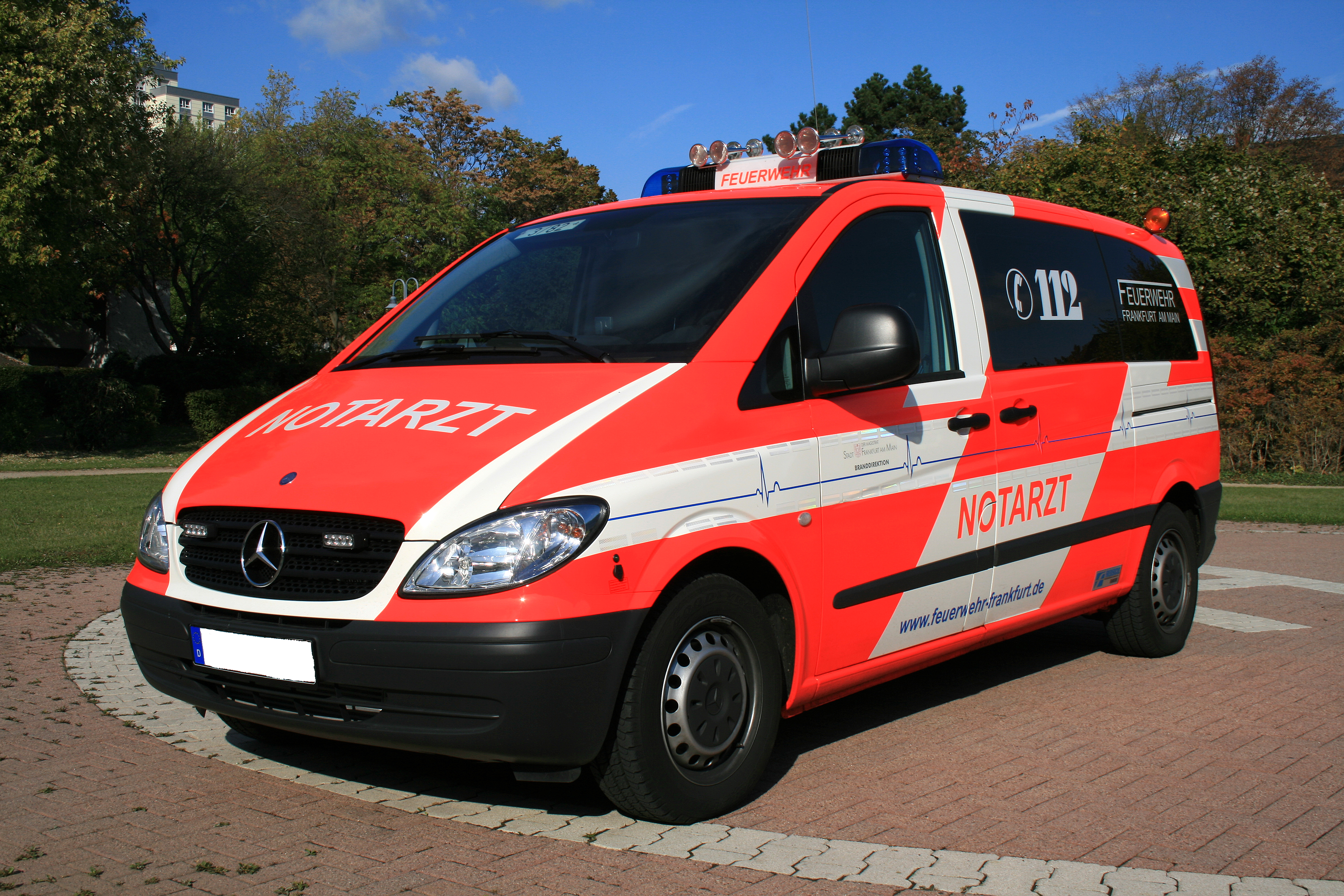
Kleinbus
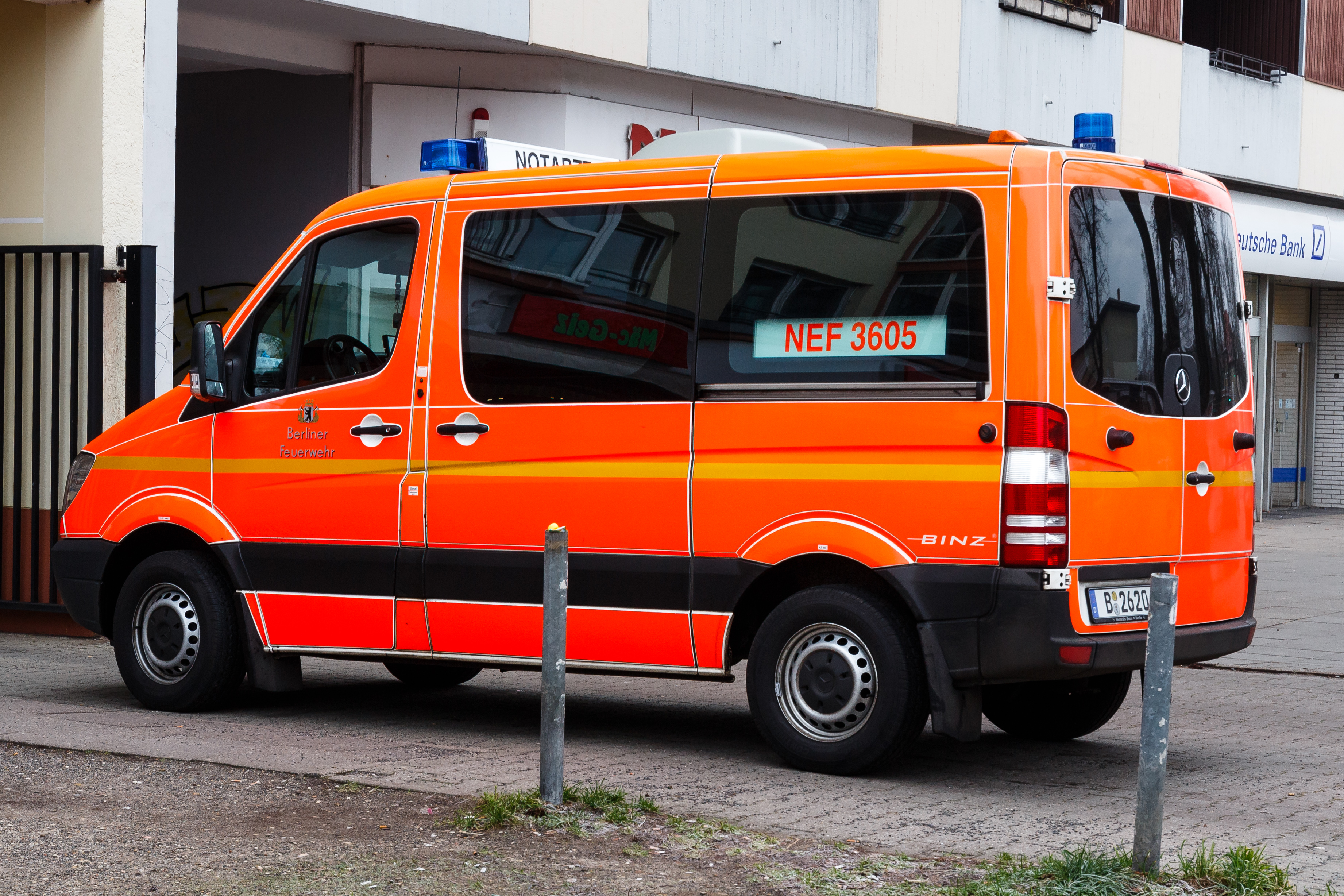
Kleintransporter

## Geschichte und Verbreitung

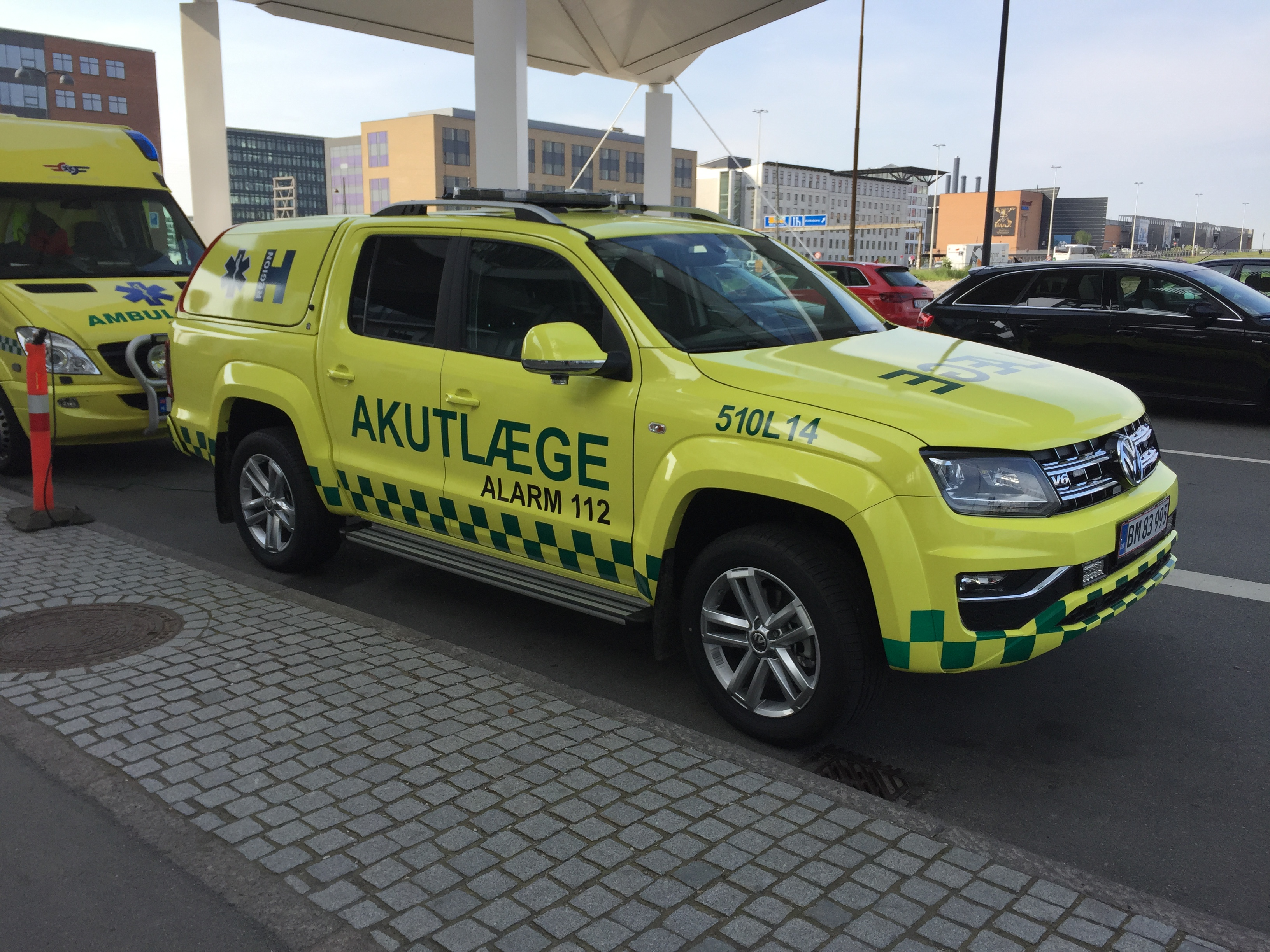
NEF – Doctors Car – Akutlaege – Region Copenhagen, Dänemark

Das erste Notarzteinsatzfahrzeug in Deutschland war seit 1964 in Heidelberg im Einsatz. Es handelte sich um einen mit Blaulicht ausgerüsteten VW Käfer der Chirurgischen Universitätsklinik, der mit einem Notarzt besetzt war und nach dem Rendezvous-System zum Einsatz kam. Der Käfer trug den Funkrufnamen „Heidelberg 10“ und ging auf die Initiative des Chirurgen Eberhard Gögler zurück. Dieses Fahrzeug diente als Vorbild für die bundesweite Erstversorgung.
Um Zeitverzögerungen durch das Abholen des Notarztes zu minimieren, wurde durch die Björn-Steiger-Stiftung das NEF entwickelt und 1979 auf der Internationalen Automobilausstellung in Frankfurt am Main erstmals der Öffentlichkeit vorgestellt. Im darauf folgenden Jahr schenkte die Stiftung vier Hilfsorganisationen in Bonn je eines dieser Fahrzeuge.
Neben Deutschland und Österreich existiert ein solches System mittlerweile auch in vielen anderen europäischen Ländern:
| Land       | Benennung des Fahrzeugs                                                                                        |
| ---------- | --- |
| Belgien    | Mobiele Urgentie Groep (MUG)                                                                                   |
| Dänemark   | Akutlægebil |
| Frankreich | Véhicule Léger Médicalisé (VLM), Véhicule Radio-Médicalisé (VRM) oder Véhicule d’intervention Médicalisé (VIM) |
| Italien    | Automedica |
| Portugal   | Viatura Médica de Emergência e Reanimação (VMER)                                                               |
| Schweiz    | im französischsprachigen Teil Cardiomobil, im deutschsprachigen Teil NEF                                       |
| Spanien    | Vehículo de intervención Rápida (VIR)                                                                          |
| Tschechien | [ 16 ] |

Da sich sowohl der deutsche als auch der französische Rettungsdienst u. a. auf Notärzte stützen, kann man vom sogenannten frankogermanischen System sprechen (Stay and Play), im Gegensatz zum angloamerikanischen System, bei dem der Patient möglichst schnell in das nächste Krankenhaus gebracht (Scoop and Run) und erst dort ärztlich versorgt wird.

## Sonderformen
- Kinder-NEF: mit einem pädiatrischen Notarzt besetzt (siehe auch Baby-Notarztwagen)
- Toxikologischer Notarztdienst: spezialisiert auf die Behandlung von Vergiftungsnotfällen. Der Notarzt hat besondere Erfahrung in der Toxikologie.
- NEH (Notarzteinsatzhubschrauber): In Mecklenburg-Vorpommern betreibt Ambulanz Millich den deutschlandweit einzigen NEH. Dieser ist personell und materiell wie ein NEF ausgestattet und dient wie dieses als Zubringer für den Notarzt.